# Karin Forseke
Karin Forseke, född 1955 i Sverige, är en svensk affärskvinna och var mellan 2003 och 2006 VD för den svenska investmentbanken D. Carnegie & Co. Innan hon utsågs till VD var hon chef för internationell försäljning och försäljningshandel på Carnegie (1998-2003).
1996–1998 var Forseke Chief Operating Officer för London International Financial Futures Exchange, LIFFE. Hon har också varit rådgivare till finansmarknads- och kommunalminister Mats Odell, Westpac Banking Corporations Financial Markets Group i London och chef för affärsutveckling vid OMLX Exchange, också det i London.
Hon är 2023 styrelseledamot i Finansinspektionens styrelse, Eniro AB och Kungliga Operan. 2012 utsågs hon till ordförande i Alliance Trust.
År 2005 rankades Forseke bland de 100 mest inflytelserika personerna på den europeiska kapitalmarknader enligt Financial News. 
2007 inbjöds Forseke att hålla Félix Neubergh-föreläsningen vid Göteborgs universitet; Ledarskap; utmaningar och möjligheter i privatiseringsbranschen.